# ハテルマギリ

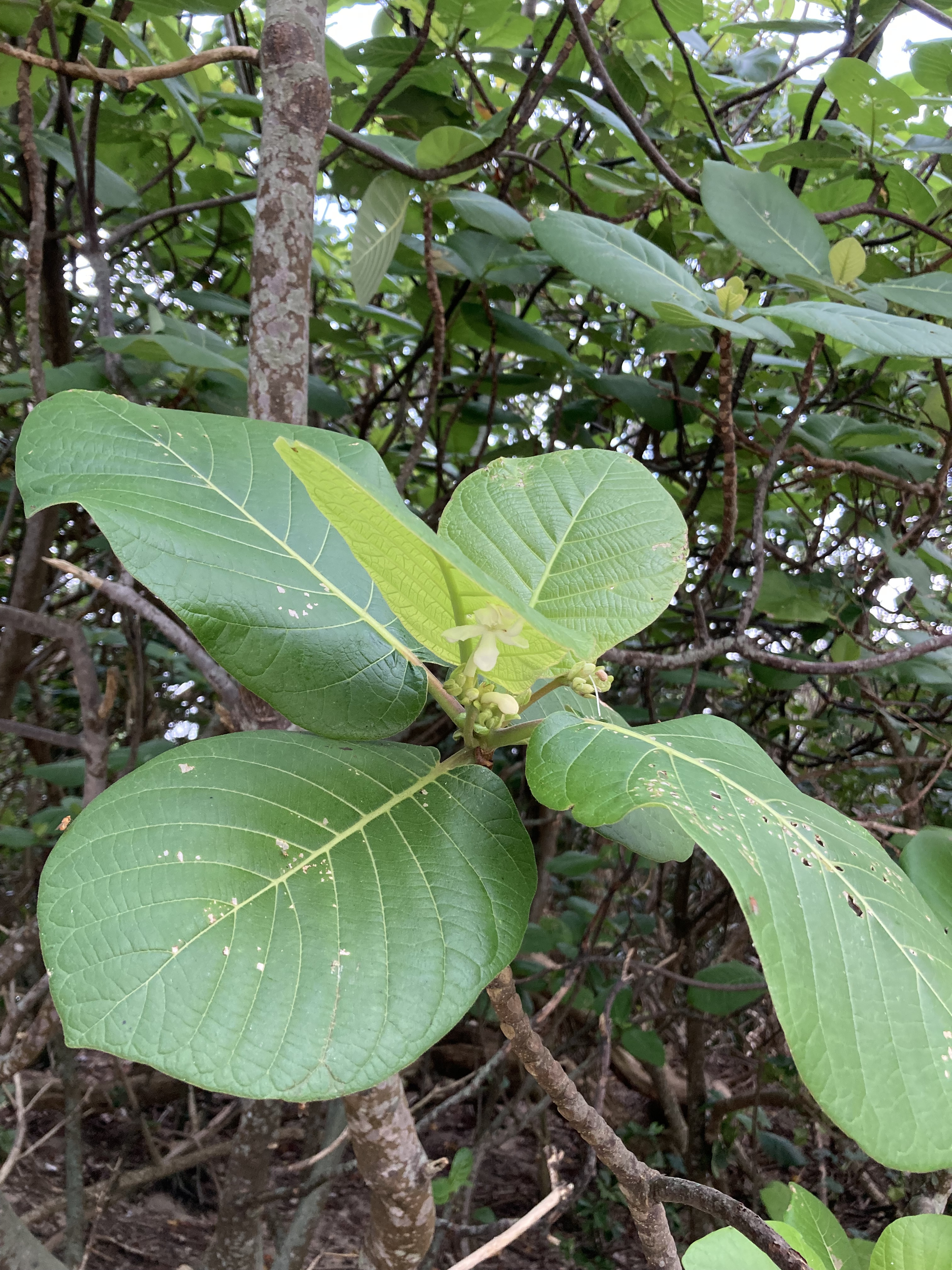
ハテルマギリの花および対生の葉

ハテルマギリ（波照間桐、学名：Guettarda speciosa）はアカネ科ハテルマギリ属の常緑小高木。

## 特徴
横に広がり、高さ3–6 mに達する。葉は長さ10–22 cm、幅8–20 cmの倒卵形～楕円形で、同じ環境に生えるモモタマナやヤエヤマアオキにも似るが、葉は十字対生で、葉裏に毛が密生する点などで見分けられる。古い枝には大きな丸い葉痕が目立つ。花は淡黄色～白色で筒部が長く目立つ。

## 分布と生育環境
世界中の熱帯から亜熱帯。日本国内では八重山諸島に生育。名前の通り波照間島に多いが、与那国島では見つかっていない。果実は海流で散布され、日本本土の海岸にもまれに漂着する。